# Togöl (Vena socken, Småland, 637889-150477)
Togöl är en sjö i Hultsfreds kommun i Småland och ingår i Viråns huvudavrinningsområde.